# آلیسون کاردوزو
آلیسون کاردوزو (به انگلیسی: Alisson Cardozo،  زادهٔ ۱۵ مهٔ ۱۹۹۸) یک کشتی‌گیر آزادکار اهل کشور کلمبیا است. وی سابقه حضور در المپیک ۲۰۲۴ پاریس را دارد.  